# Monte Ponset
Monte Ponset – szczyt w Alpach Nadmorskich, części Alp Zachodnich. Leży w południowej Francji w regionie Prowansja-Alpy-Lazurowe Wybrzeże, przy granicy z Włochami. Leży na południe od Monte Gelàs. Można go zdobyć ze schroniska Rifugio Madone de Fenetre.